# SN 2009O
SN 2009O – supernowa odkryta 15 stycznia 2009 roku w galaktyce A032902-5237. W momencie odkrycia miała maksymalną jasność 17,10m.